# Sant Cristòfol de Fogars
Sant Cristòfol de Fogars és una església romànica amb una nau i absis, situada al municipi de Fogars de Montclús i dins del Parc Natural del Montseny. La primera menció documentada és sobre la seva consagració el 1144; també surt citada el 1279 com a Felgars en el Rationes decimarum Hispaniae. És una obra inclosa a l'Inventari del Patrimoni Arquitectònic de Catalunya.

## Descripció
De la primitiva església romànica queden només algunes restes de la portada de marbre col·locades com a muntants a la finestra de la sagristia puix que l'actual es va fer a la fi del segle xvi o inicis del segle xvii, amb una orientació transversal a la primitiva romànica. És un edifici de nau i absis, amb dues capelles laterals cobertes d'ogives, que li donen planta de creu. Li fa costat un esvelt campanar cobert amb una teulada piramidal. Té quatre obertures per a les campanes, una de les quals té dues finestres iguals. Totes les obertures són d'arc de mig punt. El cor està edificat sobre una volta en forma d'estrella senzilla. Dins l'església es conserva la pica baptismal romànica tallada en un bloc granític sense decoració. Té forma acampanada i mesura 69,5 cm d'alçada per 94 cm de diàmetre exterior. Per l'estil similar a altres existents a Catalunya, es podria datar als segles ix i xiii.

## Història
La parròquia de Sant Cristòfol de Fogars, antigament Falgars, és molt antiga i consta que el 144 es va consagrar una nova església. De l'antiga església solament queden restes que poden ésser del segle xii. En els primers anys del segle xvi es va reformar. La parròquia tenia 10 famílies el 1413 i 13 el 1421, motiu pel qual va ser una filial de Sant Martí de Mosqueroles entre 1452 i 1867. El visitador, del 28 d'agost del 1508, constatà que l'església amenaçava ruïna. Per això es va fer una restauració.
L'ampliació posterior amb dues capelles laterals amb volta de creueria que figuren un transsepte, correspon a finals del segle xvi. Va ser també el 1639 quan es va capgirar l'estructura romànica i es va traslladar l'absis a la seva actual ubicació, deixant-lo com una continuació de la nau i sense cap arc que el diferenciï. Les finestres exteriors no són romàniques.
Actualment es troba en un bon estat de conservació. S'hi accedeix des de la carretera de Sant Celoni a Santa Fe del Montseny, per un trencall a 200 m del punt quilomètric 12.